# Jerata (Silih Nara)
Jerata is een bestuurslaag in het regentschap Aceh Tengah van de provincie Atjeh, Indonesië. Jerata telt 569 inwoners (volkstelling 2010).